# Pedra do Rosário

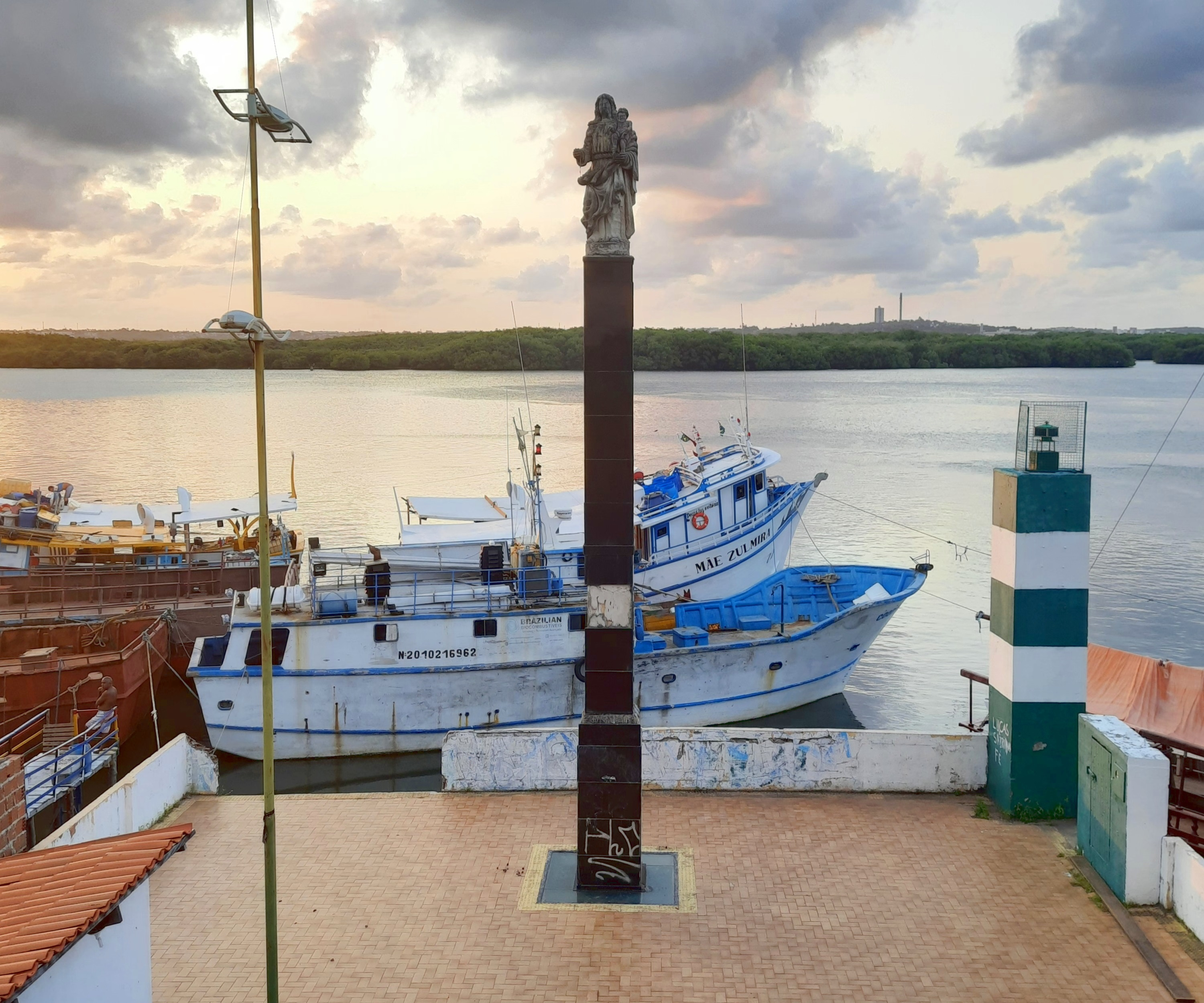
A Pedra do Rosário com a imagem de Nossa Senhora da Apresentação e o Rio Potenji ao fundo

A Pedra do Rosário é o local onde foi encontrada a imagem de Nossa Senhora da Apresentação, a padroeira da Cidade e da Arquidiocese de Natal, capital do estado brasileiro do Rio Grande do Norte. Trata-se de uma coluna que ergue a réplica da imagem encontrada e está localizada numa espécie de dique que desce e fica localizado na margem direita do Rio Potenji.
Está localizada na Avenida do Contorno, no bairro da Cidade Alta. O pôr-do-sol do local é muito apreciado por fotografos e turistas.
Neste local, eventualmente, também se realizam missas.